# Claudio Husaín
Claudio Daniel Husaín (San Justo, 20 de noviembre de 1974) es un exfutbolista argentino  que jugaba como centrocampista y defensor. Actualmente trabaja como analista deportivo para DirecTV Sports.
Fue parte del equipo multicampeón de Vélez Sarsfield de los 90's. También ganó tres torneos locales con River Plate. Fue internacional absoluto con la selección argentina entre 1997 y 2003.
Es el hermano del también futbolista Darío Husaín.

## Trayectoria deportiva
Formado en las divisiones inferiores de Vélez Sarsfield. Debutó oficialmente en Primera División de la mano de Carlos Bianchi, contra Boca Juniors el 29 de septiembre de 1993 (18 años), en la cuarta fecha del Apertura 1993. En 1994 fue suplente del equipo histórico de Vélez que logra por primera vez la Copa Libertadores de América.
En la temporada 1995-96, también como suplente, fue campeón del Apertura 1995, la Copa Interamericana y el Clausura 1996, siendo este el último título con Bianchi como técnico.
La temporada 1996-97 con Osvaldo Piazza como director, fue titular del equipo que obtiene la Supercopa Sudamericana 1996 y la Recopa Sudamericana 1997 en Japón.
La temporada 1997-98 estuvo a cargo de Marcelo Bielsa donde obtienen el Torneo Clausura 1998.
En el 2000 el club italiano Parma compró su pase, pero fue cedido en principio al club argentino River Plate, hasta que a los pocos meses el club italiano Napoli obtiene su pase, jugando la temporada 2000-01 y parte de la temporada 2001-02 en la Serie B. En 2002 vuelve a ser cedido por un semestre al club de River Plate donde obtiene el Torneo Clausura con Ramón Díaz como técnico. Terminada la cesión regresa al Napoli para jugar la temporada 2002-03 otra vez en la Serie B, pero a finales de ese mismo año se desvincula del equipo italiano dueño de su pase y vuelve a River Plate con el pase en su poder.
En el equipo millonario jugó la temporada 2003-04 siendo campeón del Clausura 2003 con Manuel Pellegrini como técnico. Con Leonardo Astrada como técnico logran ser campeones del Clausura 2004 y llegar hasta la semifinal de la Copa Libertadores 2004.
En julio de 2004 firmó contrato por un año con los Tigres de México dirigido en ese momento por Nery Pumpido. Luego retornó a la Argentina para jugar en el club rosarino Newell's Old Boys la temporada 2005-06. Solo jugaría para San Lorenzo de Almagro el Torneo Apertura 2006, ya que volvería al club leproso en el Torneo Clausura 2007. La temporada 2007-08 estuvo marcada por sufrir una grave lesión; la rotura de los meniscos y de los ligamentos de la rodilla izquierda que lo alejo de las canchas durante un año. Este último pasó también estuvo marcada por la polémica generada por Caruso Lombardi que lo señaló como el culpable de su salida como técnico del equipo. Rescindió su contrato a principios de 2009.
En 2009 tuvo un fugaz paso por Defensor Sporting de Uruguay. En 2010 se confirmó su traspaso al Audax Italiano de la Primera División de Chile, pero apenas dos meses después decidió desvincularse del club y abandonar el país a causa del terremoto ocurrido en febrero de aquel año. La directiva lo dejó partir sin ningún problema. Su último partido oficial fue el 20 de febrero de 2010 en la derrota como local de su equipo contra Colo-Colo, cuando ingresó en el primer tiempo por el lesionado Fabián Benítez.

## Selección nacional
Selección juvenil
Inició su participación en la selección argentina con la categoría sub-17 dirigido por Reinaldo Merlo. Esta categoría logró en el Sudamericano en Paraguay clasificar para el Mundial de 1991 realizado en Italia. Este equipo integrado también por Rodolfo Arruabarrena, Marcelo Gallardo y Juan Sebastián Verón obtuvo el tercer puesto en dicha competición, siendo la primera vez que la Selección Sub-17 obtuviera este resultado (después lo repetiría en 1995 y 2003). Frente a Italia le tocó enfrentarse a un joven Alessandro Del Piero.
Husaín también fue parte de la selección sub-22 bajo la dirección de Daniel Passarella. Fue integrante, sin disputar ningún partido, del equipo ganador de la Medalla de oro en los Juegos Panamericanos de 1995 realizados en la Ciudad de Mar del Plata.
Selección absoluta
Claudio debutó en la selección mayor en 1997 cuando formó parte del plantel de la Copa América disputada en Bolivia bajo el mando de Daniel Passarella. Después volvió a ser convocado a la selección en 1999 por Marcelo Bielsa, ingresando como suplente en su primer amistoso como técnico. Durante esta etapa fue convocado para partidos amistosos y para la Copa América 1999 disputada en Paraguay. También fue convocado para la Copa Mundial de Fútbol de 2002 realizada en Corea y Japón, aunque no disputó ningún encuentro en este último torneo.
Su único gol con la camiseta argentina lo hizo frente a Chile en las Eliminatorias 2002, en la victoria 2-0 como visitante.

#### Participaciones en Copas del Mundo
| Mundial                     | Sede          | Resultado    | Partidos | Goles |
| --------------------------- | ------------- | ------------ | -------- | ----- |
| Copa Mundial Sub-17 de 1991 | Italia        | Tercer lugar | 5        | 0     |
| Copa Mundial de 2002        | Corea y Japón | Primera fase | 0        | 0     |

#### Participaciones en Copas América
| Copa                        | Sede     | Resultado        | Partidos | Goles |
| --------------------------- | -------- | ---------------- | -------- | ----- |
| Sudamericano Sub-17 de 1991 | Paraguay | Tercer lugar     | ?        | ?     |
| Copa América 1997           | Bolivia  | Cuartos de final | 2        | 0     |
| Copa América 1999           | Paraguay | Cuartos de final | 1        | 0     |

#### Participaciones en Eliminatorias
| Eliminatorias      | Sede            | Resultado   | Posición | Partidos | Goles |
| ------------------ | --------------- | ----------- | -------- | -------- | ----- |
| Eliminatorias 2002 | América del Sur | Clasificado | 1º       | 3        | 1     |

### Partidos internacionales
| \| N.º \| Fecha \| Estadio \| Local \| Resultado \| Visitante \| Goles \| Competición \| \| --- \| ---------- \| ----------------------------------------------------- \| --------------- \| --------- \| --------- \| ----- \| ---------------------------- \| \| 1 \| 11/06/1997 \| Estadio Félix Capriles, Cochabamba, Bolivia \| Ecuador \| 0:0 \| Argentina \| \| Copa América 1997 \| \| 2 \| 14/06/1997 \| Estadio Félix Capriles, Cochabamba, Bolivia \| Argentina \| 2:0 \| Chile \| \| Copa América 1997 \| \| 3 \| 03/02/1999 \| Estadio José Encarnación Romero, Maracaibo, Venezuela \| Venezuela \| 0:2 \| Argentina \| \| Amistoso \| \| 4 \| 10/02/1999 \| Memorial Coliseum, Los Ángeles, Estados Unidos \| Argentina \| 1:0 \| México \| \| Amistoso \| \| 5 \| 09/06/1999 \| Soldier Field, Chicago, Estados Unidos \| México \| 2:2 \| Argentina \| \| Amistoso \| \| 6 \| 13/06/1999 \| Robert F. Kennedy, Washington, Estados Unidos \| Estados Unidos \| 1:0 \| Argentina \| \| Amistoso \| \| 7 \| 07/07/1999 \| Estadio Feliciano Cáceres, Luque, Paraguay \| Argentina \| 2:0 \| Uruguay \| \| Copa América 1999 \| \| 8 \| 07/09/1999 \| Estadio Beira-Rio, Porto Alegre, Brasil \| Brasil \| 4:2 \| Argentina \| \| Amistoso \| \| 9 \| 13/10/1999 \| Estadio Mario Alberto Kempes, Córdoba, Argentina \| Argentina \| 2:1 \| Colombia \| \| Amistoso \| \| 10 \| 14/11/1999 \| Estadio Olímpico Lluís Companys, Barcelona, España \| Espanyol \| 2:0 \| Argentina \| \| Amistoso \| \| 11 \| 03/09/2000 \| Estadio Nacional, Lima, Perú \| Perú \| 1:2 \| Argentina \| \| Clasificación Mundial 2002 \| \| 12 \| 08/10/2000 \| Estadio Monumental, Buenos Aires, Argentina \| Argentina \| 2:1 \| Uruguay \| \| Clasificación Mundial 2002 \| \| 13 \| 15/11/2000 \| Estadio Nacional, Santiago, Chile \| Chile \| 0:2 \| Argentina \| \| Clasificación Mundial 2002 \| \| 14 \| 28/02/2001 \| Estadio Olímpico, Roma, Italia \| Italia \| 1:2 \| Argentina \| \| Amistoso \| \| - \| 10/11/2001 \| La Bombonera, Buenos Aires, Argentina \| Resto del Mundo \| 3:6 \| Argentina \| \| Partido despedida (Maradona) \| \| 15 \| 13/02/2002 \| Millennium Stadium, Cardiff, Gales \| Gales \| 1:1 \| Argentina \| \| Amistoso \| |            |                                                       |                 |           |           |       |                              |
| N.º | Fecha      | Estadio                                               | Local           | Resultado | Visitante | Goles | Competición                  |
| 1 | 11/06/1997 | Estadio Félix Capriles, Cochabamba, Bolivia           | Ecuador         | 0:0       | Argentina |       | Copa América 1997            |
| 2 | 14/06/1997 | Estadio Félix Capriles, Cochabamba, Bolivia           | Argentina       | 2:0       | Chile     |       | Copa América 1997            |
| 3 | 03/02/1999 | Estadio José Encarnación Romero, Maracaibo, Venezuela | Venezuela       | 0:2       | Argentina |       | Amistoso                     |
| 4 | 10/02/1999 | Memorial Coliseum, Los Ángeles, Estados Unidos        | Argentina       | 1:0       | México    |       | Amistoso                     |
| 5 | 09/06/1999 | Soldier Field, Chicago, Estados Unidos                | México          | 2:2       | Argentina |       | Amistoso                     |
| 6 | 13/06/1999 | Robert F. Kennedy, Washington, Estados Unidos         | Estados Unidos  | 1:0       | Argentina |       | Amistoso                     |
| 7 | 07/07/1999 | Estadio Feliciano Cáceres, Luque, Paraguay            | Argentina       | 2:0       | Uruguay   |       | Copa América 1999            |
| 8 | 07/09/1999 | Estadio Beira-Rio, Porto Alegre, Brasil               | Brasil          | 4:2       | Argentina |       | Amistoso                     |
| 9 | 13/10/1999 | Estadio Mario Alberto Kempes, Córdoba, Argentina      | Argentina       | 2:1       | Colombia  |       | Amistoso                     |
| 10 | 14/11/1999 | Estadio Olímpico Lluís Companys, Barcelona, España    | Espanyol        | 2:0       | Argentina |       | Amistoso                     |
| 11 | 03/09/2000 | Estadio Nacional, Lima, Perú                          | Perú            | 1:2       | Argentina |       | Clasificación Mundial 2002   |
| 12 | 08/10/2000 | Estadio Monumental, Buenos Aires, Argentina           | Argentina       | 2:1       | Uruguay   |       | Clasificación Mundial 2002   |
| 13 | 15/11/2000 | Estadio Nacional, Santiago, Chile                     | Chile           | 0:2       | Argentina |       | Clasificación Mundial 2002   |
| 14 | 28/02/2001 | Estadio Olímpico, Roma, Italia                        | Italia          | 1:2       | Argentina |       | Amistoso                     |
| - | 10/11/2001 | La Bombonera, Buenos Aires, Argentina                 | Resto del Mundo | 3:6       | Argentina |       | Partido despedida (Maradona) |
| 15 | 13/02/2002 | Millennium Stadium, Cardiff, Gales                    | Gales           | 1:1       | Argentina |       | Amistoso                     |

## Estadísticas
| Vélez Sarsfield Argentina | 1993-94       |                                  | 20  | 0  | - | - | 8  | 0 | 28  | 0  |
| Vélez Sarsfield Argentina | 1994-95       |                                  | 18  | 0  | - | - | 4  | 0 | 22  | 0  |
| Vélez Sarsfield Argentina | 1995-96       |                                  | 18  | 0  | - | - | 3  | 0 | 21  | 0  |
| Vélez Sarsfield Argentina | 1996-97       |                                  | 28  | 1  | - | - | 9  | 1 | 37  | 2  |
| Vélez Sarsfield Argentina | 1997-98       |                                  | 29  | 4  | - | - | 7  | 0 | 36  | 4  |
| Vélez Sarsfield Argentina | 1998-99       |                                  | 22  | 0  | - | - | 8  | 0 | 30  | 0  |
| Vélez Sarsfield Argentina | 1999-00       |                                  | 29  | 0  | - | - | 13 | 0 | 42  | 0  |
| Vélez Sarsfield Argentina | Total club    | Total club                       | 164 | 5  | - | - | 52 | 1 | 216 | 6  |
| River Plate Argentina | A2000         |                                  | 9   | 0  | - | - | 2  | 0 | 11  | 0  |
| River Plate Argentina | C2002         |                                  | 12  | 1  | - | - | 7  | 0 | 19  | 1  |
| River Plate Argentina | C2003         | Lesionado de gravedad (6 meses)  | 12  | 1  | - | - | 6  | 0 | 18  | 1  |
| River Plate Argentina | 2003-04       | Lesionado de gravedad (6 meses)  | 12  | 1  | - | - | 5  | 0 | 17  | 1  |
| River Plate Argentina | Total club    | Total club                       | 45  | 3  | - | - | 20 | 0 | 65  | 3  |
| Napoli · Italia | 2000-01       |                                  | 20  | 0  | 0 | 0 | -  | - | 20  | 0  |
| Napoli · Italia | 2001-02       |                                  | 9   | 0  | 1 | 0 | -  | - | 10  | 0  |
| Napoli · Italia | 2002          |                                  | 11  | 0  | 3 | 1 | -  | - | 14  | 1  |
| Napoli · Italia | Total club    | Total club                       | 40  | 0  | 4 | 1 | -  | - | 44  | 1  |
| Tigres UANL · México | 2004-05       |                                  | 16  | 2  | - | - | 7  | 0 | 23  | 2  |
| Tigres UANL · México | Total club    | Total club                       | 16  | 2  | - | - | 7  | 0 | 23  | 2  |
| Newell's Old Boys Argentina | 2005-06       |                                  | 23  | 1  | - | - | 7  | 0 | 30  | 1  |
| Newell's Old Boys Argentina | C2007         |                                  | 17  | 0  | - | - | -  | - | 17  | 0  |
| Newell's Old Boys Argentina | 2007-08       | Lesionado de gravedad (11 meses) | 7   | 0  | - | - | -  | - | 7   | 0  |
| Newell's Old Boys Argentina | A2008         | Lesionado de gravedad (11 meses) | 3   | 0  | - | - | -  | - | 3   | 0  |
| Newell's Old Boys Argentina | Total club    | Total club                       | 50  | 1  | - | - | 7  | 0 | 57  | 1  |
| San Lorenzo Argentina | A2006         |                                  | 15  | 0  | - | - | 2  | 0 | 17  | 0  |
| San Lorenzo Argentina | Total club    | Total club                       | 15  | 0  | - | - | 2  | 0 | 17  | 0  |
| Defensor Sporting · Uruguay | 2009          |                                  | 6   | 0  | - | - | -  | - | 6   | 0  |
| Defensor Sporting · Uruguay | Total club    | Total club                       | 6   | 0  | - | - | -  | - | 6   | 0  |
| Audax Italiano · Chile | 2010          |                                  | 2   | 0  | - | - | -  | - | 2   | 0  |
| Audax Italiano · Chile | Total club    | Total club                       | 2   | 0  | - | - | -  | - | 2   | 0  |
| Total carrera | Total carrera | Total carrera                    | 338 | 11 | 4 | 1 | 88 | 1 | 430 | 13 |
| (1) Las copas nacionales se refiere a la Copa Italia (2001-02). (2) Las copas internacionales se refiere a la Copa Libertadores (1994-06), Recopa Sudamericana (1995-97), Supercopa Sudamericana (1995-97), Copa Interamericana (1996), Copa Mercosur (1998-00), Copa Sudamericana (2006). |               |                                  |     |    |   |   |    |   |     |    |

### Selección nacional
| Selección        | Temporada | Amistosos | Amistosos | Sudamérica | Sudamérica | Mundial | Mundial | Total | Total |
| Selección        | Temporada | PJ        | G         | PJ         | G          | PJ      | G       | PJ    | G     |
| ---------------- | --------- | --------- | --------- | ---------- | ---------- | ------- | ------- | ----- | ----- |
| Sub-17 Argentina | 1991      | —         | —         | ?          | ?          | 5       | 0       | 5     | 0     |
| Sub-17 Argentina | Total     | 0         | 0         | ?          | ?          | 5       | 0       | 5     | 0     |
| Sub-20 Argentina | 1992      | 1         | 0         | —          | —          | —       | —       | 1     | 0     |
| Sub-20 Argentina | Total     | 1         | 0         | 0          | 0          | 0       | 0       | 1     | 0     |
| Sub-23 Argentina | 1995      | —         | —         | 1          | 0          | —       | —       | 1     | 0     |
| Sub-23 Argentina | Total     | 0         | 0         | 1          | 0          | 0       | 0       | 1     | 0     |
| Argentina        | 1997      | —         | —         | 2          | 0          | —       | —       | 2     | 0     |
| Argentina        | 1999      | 7         | 0         | 1          | 0          | —       | —       | 8     | 0     |
| Argentina        | 2000      | 0         | 0         | 3          | 1          | —       | —       | 3     | 1     |
| Argentina        | 2001      | 1         | 0         | —          | —          | —       | —       | 1     | 0     |
| Argentina        | 2002      | 1         | 0         | —          | —          | 0       | 0       | 1     | 0     |
| Argentina        | Total     | 9         | 0         | 6          | 1          | 0       | 0       | 15    | 1     |

### Resumen estadístico
| Competición           | Encuentros | Goles |
| --------------------- | ---------- | ----- |
| Primera División      | 318        | 11    |
| Segunda División      | 20         | 0     |
| Copas nacionales      | 4          | 1     |
| Copas internacionales | 88         | 1     |
| Selección Argentina   | 15         | 1     |
| Selección Sub-23      | 1          | 0     |
| Selección Sub-17      | 5          | 0     |
| Total                 | 451        | 14    |

## Palmarés

### Campeonatos nacionales
| Título           | Club            | País      | Estadio               | Año    |
| ---------------- | --------------- | --------- | --------------------- | ------ |
| Primera División | Vélez Sarsfield | Argentina | Jorge Luis Hirschi    | C-1993 |
| Primera División | Vélez Sarsfield | Argentina | La Doble Visera       | A-1995 |
| Primera División | Vélez Sarsfield | Argentina | José Amalfitani       | C-1996 |
| Primera División | Vélez Sarsfield | Argentina | José Amalfitani       | C-1998 |
| Primera División | River Plate     | Argentina | Monumental            | C-2002 |
| Primera División | River Plate     | Argentina | Roberto N. Carminatti | C-2003 |
| Primera División | River Plate     | Argentina | Monumental            | C-2004 |

### Campeonatos internacionales
| Título                 | Club             | Estadio                      | Año  |
| ---------------------- | ---------------- | ---------------------------- | ---- |
| Copa Libertadores      | Vélez Sarsfield  | Morumbi                      | 1994 |
| Copa Intercontinental  | Vélez Sarsfield  | Estadio Nacional             | 1994 |
| Juegos Panamericanos   | Selección Sub-23 | José María Minella           | 1995 |
| Copa Interamericana    | Vélez Sarsfield  | José Amalfitani              | 1996 |
| Supercopa Sudamericana | Vélez Sarsfield  | José Amalfitani              | 1996 |
| Recopa Sudamericana    | Vélez Sarsfield  | Universiade Memorial Stadium | 1997 |

Otros logros
| |
| - Tercer lugar del Campeonato Sudamericano Sub-17 de 1991 con la Selección Sub-17 - Tercer lugar de la Copa Mundial de Fútbol Sub-17 de 1991 con la Selección Sub-17 - Subcampeón de la Recopa Sudamericana 1995 con Vélez Sarsfield |

## Televisión
Desde 2013 forma parte de la cadena regional DirecTV Sports. Como miembro de "Fútbol Total" cubrió el Mundial de Fútbol de 2014 en Brasil, la Copa América 2015 en Chile, la Copa América Centenario 2016 en Estados Unidos, la Copa FIFA Confederaciones 2017 en Rusia y el Mundial de Fútbol de 2018 en Rusia
En 2014 debuta como comentarista de la Primera B Nacional en Fútbol Para Todos. También comentó esporádicamente la Primera B Nacional y la Primera B Metropolitana para DirecTV Sports.
En 2018 fue panelista de la nueva versión de Tribuna Caliente para elnueve.
| 2013-presente | Fútbol Total           | DirecTV Sports |
| 2014, 2018    | Mundial Total          | DirecTV Sports |
| 2016-presente | De fútbol se habla así | DirecTV Sports |
| 2018          | Tribuna Caliente       | Canal 9        |

## Vida privada
A principios de 2006 fue vinculado con la vedette Marixa Balli. Ese mismo año comenzó una relación con la también vedette Agustina Vicoli, dicha relación terminó en 2012.
En 2010, después de retirarse del fútbol, junto con los también futbolistas Diego Placente y Ariel Garcé, inauguran el restaurante Blonda ubicado en el exclusivo barrio porteño de Las Cañitas.
Desde 2015 mantiene una relación con la modelo argentina radicada en Chile, Romina Ansaldo, a quien conoció y mantuvo un breve romance en 2004.